# Джэксон (округ, Канзас)
Джэ́ксон (англ. Jackson County) — округ в США, штате Канзас. По состоянию на 2010 год, численность населения составляла 13 462 человек. Был основан 11 февраля 1859 года, получил своё название в честь седьмого президента США Эндрю Джексона.

## География
По данным Бюро переписи США, общая площадь округа равняется 1 704,0 км², из которых 1 698,0 км² суша и 6,0 км² или 0,35 % это водоёмы.

### Соседние округа
- Браун (Канзас) — северо-восток
- Атчисон (Канзас) — восток
- Джефферсон (Канзас) — юго-восток
- Шони (Канзас) — юг
- Поттавотоми (Канзас) — запад
- Немахо (Канзас) — северо-запад

## Демография
По данным переписи населения 2000 года в округе проживает 12 657 жителей в составе 4 727 домашних хозяйств и 3 507 семей. Плотность населения составляет 19 человек на км². На территории округа насчитывается 5 094 жилых домов, при плотности застройки 3 строения на км². Расовый состав населения: белые — 90,21 %, афроамериканцы — 0,53 %, коренные американцы (индейцы) — 6,84 %, азиаты — 0,17 %, гавайцы — 0,02 %, представители других рас — 0,39 %, представители двух или более рас — 1,84 %. Испаноязычные составляли 1,49 % населения независо от расы.
В составе 35,20 % из общего числа домашних хозяйств проживают дети в возрасте до 18 лет, 62,30 % домашних хозяйств представляют собой супружеские пары проживающие вместе, 8,20 % домашних хозяйств представляют собой одиноких женщин без супруга, 25,80 % домашних хозяйств не имеют отношения к семьям, 22,70 % домашних хозяйств состоят из одного человека, 11,50 % домашних хозяйств состоят из престарелых (65 лет и старше), проживающих в одиночестве. Средний размер домашнего хозяйства составляет 2,63 человека, и средний размер семьи 3,09 человека.
Возрастной состав округа: 28,30 % моложе 18 лет, 6,80 % от 18 до 24, 26,70 % от 25 до 44, 23,40 % от 45 до 64 и 14,90 % от 65 и старше. Средний возраст жителя округа 37 лет. На каждые 100 женщин приходится 96,80 мужчин. На каждые 100 женщин старше 18 лет приходится 93,80 мужчин.
Средний доход на домохозяйство в округе составлял 40 451 USD, на семью — 46 520 USD. Среднестатистический заработок мужчины был 32 195 USD против 22 305 USD для женщины. Доход на душу населения был 18 606 USD. Около 6,40 % семей и 8,80 % общего населения находились ниже черты бедности, в том числе — 12,50 % молодежи (тех кому ещё не исполнилось 18 лет) и 9,20 % тех кому было уже больше 65 лет.